# میرا بانیاتس
میرا بانیاتس (سیریلیک صربی: Мира Бањац؛ زادهٔ ۴ سپتامبر ۱۹۲۹) بازیگر سینما اهل صربستان است.
از فیلم‌ها یا برنامه‌های تلویزیونی که وی در آن نقش داشته است می‌توان به دالی بل را یادت می‌آید؟ و جاسوس بالکانی اشاره کرد.